# Sargis Sargsian
Sargis Sargsian (Armeens: Սարգիս Սարգսյան) (Jerevan, 3 juni 1973) is een voormalig tennisspeler uit Armenië, die tussen 1995 en 2006 uitkwam in het professionele tenniscircuit.
Hij begon zijn professionele carrière in 2008.
Sargsian won één ATP-toernooi in  het enkelspel. In het dubbelspel was hij twee keer de sterkste en verloor hij drie finales.
Voor zijn profcarrière speelde Sargsian Collegetennis voor de Arizona State University.

## Palmares

#### Enkelspel
| Legenda                       | Legenda               |
| ----------------------------- | --------------------- |
| Grand Slam                    |                       |
| Olympische Spelen             |                       |
| tot 2009                      | vanaf 2009            |
| Tennis Masters Cup            | ATP Finals            |
| ATP Masters Series            | ATP Tour Masters 1000 |
| ATP International Series Gold | ATP Tour 500          |
| ATP International Series      | ATP Tour 250          |

| Nr.              | Datum           | Toernooi           | Ondergrond    | Tegenstander in finale | Score            | Details |
| ---------------- | --------------- | ------------------ | ------------- | ---------------------- | ---------------- | ------- |
| Gewonnen finales |                 |                    |               |                        |                  |         |
| 1.               | 13 juli 1997    | ATP Newport        | Gras          | Brett Steven           | 7-6(0), 4-6, 7-5 | Details |
| Verloren finales |                 |                    |               |                        |                  |         |
| 1.               | 5 oktober 2003  | ATP Moskou         | Tapijt (i)    | Taylor Dent            | 6-7(5), 4-6      | Details |
| 2.               | 26 oktober 2003 | ATP St. Petersburg | Hardcourt (i) | Gustavo Kuerten        | 4-6, 3-6         | Details |

### Dubbelspel
| Nr.                           | Datum             | Toernooi         | Ondergrond | Partner            | Tegenstanders in finale         | Score               | Details |
| ----------------------------- | ----------------- | ---------------- | ---------- | ------------------ | ------------------------------- | ------------------- | ------- |
| Gewonnen finales heren dubbel |                   |                  |            |                    |                                 |                     |         |
| 1.                            | 3 augustus 2003   | ATP Washington   | Hardcourt  | Jevgeni Kafelnikov | Chris Haggard Paul Hanley       | 7–5, 4–6, 6–2       | Details |
| 2.                            | 14 september 2003 | ATP Boekarest    | Gravel     | Karsten Braasch    | Simon Aspelin Jeff Coetzee      | 7–6(7), 6–2         | Details |
| Verloren finales heren dubbel |                   |                  |            |                    |                                 |                     |         |
| 1.                            | 11 juli 1999      | ATP Newport      | Gras       | USA                | Wayne Arthurs Leander Paes      | 7-6(6), 6-7(7), 3-6 | Details |
| 2.                            | 20 augustus 2000  | ATP Washington   | Hardcourt  | Andre Agassi       | Alex O'Brien Jared Palmer       | 5-7, 1-6            | Details |
| 3.                            | 25 mei 2003       | ATP Sankt Pölten | Gravel     | Nenad Zimonjic     | Simon Aspelin Massimo Bertolini | 6-4, 7-6(8), 3-6    | Details |

## Prestatietabel
| Legenda | Legenda                          |
| ------- | -------------------------------- |
| g.t.    | geen toernooi gehouden           |
| l.c.    | lagere categorie                 |
| –       | niet deelgenomen                 |
| G       | uitgeschakeld in de groepsfase   |
| 1R      | uitgeschakeld in de eerste ronde |
| 2R      | uitgeschakeld in de tweede ronde |
| 3R      | uitgeschakeld in de derde ronde  |
| 4R      | uitgeschakeld in de vierde ronde |
| KF      | uitgeschakeld in de kwartfinale  |
| HF      | uitgeschakeld in de halve finale |
| F       | de finale verloren               |
| W       | het toernooi gewonnen            |
| w-v     | winst/verlies-balans             |

### Prestatietabel grand slam, enkelspel
| Toernooi        | 1995 | 1997 | 1998 | 1999 | 2000 | 2001 | 2002 | 2003 | 2004 | 2005 |
| --------------- | ---- | ---- | ---- | ---- | ---- | ---- | ---- | ---- | ---- | ---- |
| Australian Open | –    | 2R   | 1R   | 2R   | 1R   | 2R   | 1R   | 4R   | 2R   | 2R   |
| Roland Garros   | –    | 1R   | 3R   | 3R   | 3R   | 2R   | 1R   | 2R   | 1R   | 1R   |
| Wimbledon       | –    | 2R   | 2R   | 1R   | 1R   | 3R   | 2R   | 3R   | 2R   | 1R   |
| US Open         | 3R   | 3R   | 1R   | 1R   | 1R   | –    | 3R   | 2R   | 4R   | –    |

### Prestatietabel grand slam, dubbelspel
| Toernooi        | 1997 | 1998 | 2003 | 2004 | 2005 |
| --------------- | ---- | ---- | ---- | ---- | ---- |
| Australian Open | –    | 1R   | 2R   | 3R   | 3R   |
| Roland Garros   | –    | –    | 2R   | KF   | 1R   |
| Wimbledon       | –    | 1R   | 1R   | 1R   | –    |
| US Open         | 2R   | –    | 1R   | 1R   | –    |